# Łęg Januszowski
Łęg Januszowski – część wsi Boguszowa w Polsce położona w województwie małopolskim, w powiecie nowosądeckim, w gminie Chełmiec.
W latach 1975–1998 miejscowość administracyjnie należała do województwa nowosądeckiego.
Leży w zachodniej części Beskidu Niskiego.